# Gerhard Pfeifer (Offizier)
Gerhard Pfeifer (* 29. Mai 1964 in St. Johann in Tirol) ist ein Brigadier des österreichischen Bundesheeres und derzeit Kommandant der 6. Gebirgsbrigade.

## Militärische Laufbahn

### Ausbildung und erste Verwendungen
Gerhard Pfeifer trat 1984 als Einjährig-Freiwilliger beim Landwehrstammregiment 61 in das Bundesheer ein. Anschließend besuchte er die Theresianische Militärakademie und musterte 1988 zum Jägerbataillon 21 in Kufstein aus.

### Dienst als Stabsoffizier
Von 1998 bis 2002 leitete er die Abteilung Öffentlichkeitsarbeit der 6. Jägerbrigade.
Später war er Adjutant des Kommandanten der Landstreitkräfte (Edmund Entacher). Im September 2006 übernahm Pfeifer den Posten des Einsatzoffiziers für Luftaufklärung im Streitkräfteführungskommando. Von September 2007 bis Juni 2008 war er stellvertretender Kommandant der Jägerschule in Saalfelden und später Kommandant des Jägerbataillon 24 und stellvertretender Militärkommandant von Tirol.

### Dienst im Generalsrang
Seit dem 31. Mai 2022 ist er Kommandant der 6. Gebirgsbrigade.

### Auslandseinsätze
- 1999 in Bosnien und Herzegowina[1]

## Privates
Gerhard Pfeifer ist verheiratet und hat zwei Kinder.